# 수간호사
수간호사(首看護師)는 간호사들의 우두머리로, 간호 관리와 실제 간호를 연결하는 역할을 맡는 사람이다.